# Angèle Moreau
Angèle Moreau, née le 13 mai 1851 à Nogent-sur-Marne et morte le 4 mars 1897 à Paris 8e, est une comédienne française.

## Biographie
Angèle Moreau naît le 13 mai 1851 à Nogent-sur-Marne. Dès son plus jeune âge, elle est fascinée par le monde du théâtre[non neutre]. Cependant, les conditions financières modestes de son père, un peintre artisanal, ne lui permettent pas de poursuivre des études en art dramatique. Sans aucune formation formelle en déclamation ou en théâtre, elle décide de se présenter au théâtre de Montmartre.
Sa carrière théâtrale commence en juillet 1869, lorsqu’elle joue le rôle de Rose de Noël dans Les Mohicans de Paris, pièce adaptée d'un roman d’Alexandre Dumas. Après avoir commencé avec un rôle important dans un petit théâtre, elle devient rapidement une figure marquante du théâtre Montmartre. Malgré l’intérêt des directeurs de théâtre du boulevard, à la suite d'une performance remarquable dans Nos bons villageois de Victorien Sardou, elle refuse une proposition d’engagement au théâtre du Vaudeville, effrayée par le luxe des costumes qu’elle devra porter. Elle choisit donc de rester sur la scène où elle est appréciée et célébrée, jusqu’au siège de Paris et à la Commune.
Contrainte d’abandonner son théâtre pendant une année entière, elle accepte, pendant l’été 1871, un engagement temporaire au théâtre du Palais-Royal. Elle y joue pendant un mois un rôle dans La Commode de Victorine d’Eugène Labiche, mais refuse de rendre cet engagement permanent, toujours préoccupée par les exigences vestimentaires qui l’ont gênée au moment d’entrer au Vaudeville.
De retour au théâtre de Montmartre, elle reprend son poste de premier rôle, lorsqu'Eugène Ritt, impressionné par sa performance dans La Marraine d’Eugène Scribe en 1872, apprécie son talent. Cette fois, elle accepte la proposition relativement avantageuse qui lui est faite.
Elle fait ses débuts à la Porte-Saint-Martin dans un rôle travesti, dans Henri III et sa cour, de Dumas. Par la suite, ses prestations lui valent, de la part de Ritt et Larochelle, l’interprétation du personnage de Louise dans Les Deux Orphelines d’Ennery et Cormon. Le succès est au rendez-vous. La presse salue unanimement son jeu.
En 1874, elle joue le rôle du petit moine Pueblo dans Don Juan d’Autriche, de Casimir Delavigne. En 1876, à la Porte-Saint-Martin, elle se produit dans Jean la Poste, drame anglais de Dion Boucicault et Eugène Nus ; puis, en 1879, dans La Dame de Monsoreau. En juin 1882, elle incarne Blanche de Nevers dans Le Bossu d’Anicet Bourgeois et Paul Féval, à la Porte-Saint-Martin. En 1885, elle joue en province dans Antoinette Rigaud de Raimond Deslandes. 
Après une longue période à la Porte-Saint-Martin, elle arrive vers 1892 au Châtelet, où elle crée Le Tour du Monde en quatre-vingts jours, les Exilés d’Eugène Nus, Le Prêtre de Charles Buet, etc.
Cependant, le rôle de Louise, l’aveugle des Deux Orphelines, est celui qui marque le plus sa carrière. Elle reprend d’ailleurs ce rôle, toujours avec le même succès, à l'Ambigu en juin 1878.
Son dernier grand rôle est celui de Marie, dans La Grâce de Dieu de d’Ennery. Après cela, malade, elle ne fait que de rares apparitions au théâtre dans ses dernières années.

## Iconographie
Le sculpteur Charles Kotra (d)  sculpte sa statuette dans le rôle de Louise dans les Deux Orphelines qu’elle crée à la Porte-Saint-Martin en 1874.